# تپه دوتپان ۱
تپه دوتپان ۱ مربوط به دوره نوسنگی - عصر مس و سنگ - عصر آهن است و در شهرستان کرمانشاه، بخش کوزران، دهستان سنجابی، جنوب روستای چگینی واقع شده و این اثر در تاریخ ۲۶ اسفند ۱۳۸۶ با شمارهٔ ثبت ۲۱۷۸۲ به‌عنوان یکی از آثار ملی ایران به ثبت رسیده است.